# Chery Arrizo 7

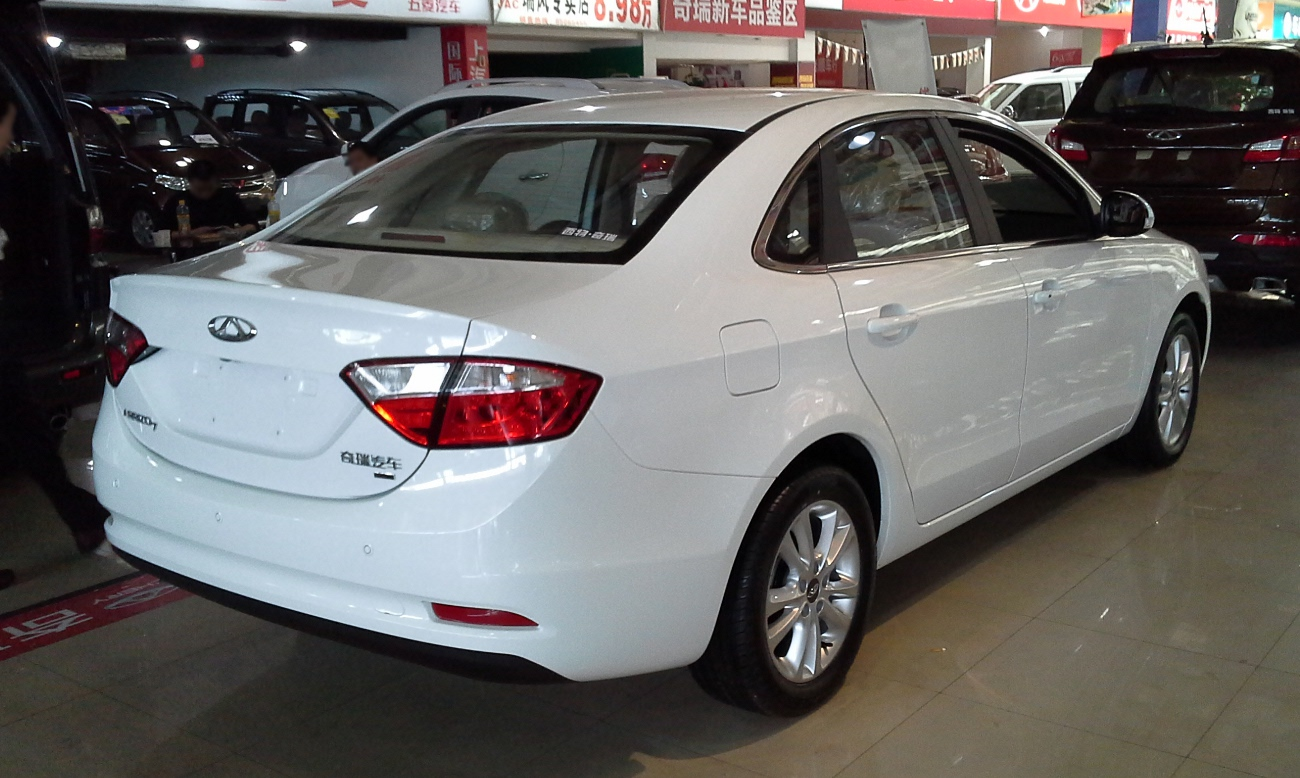
Heckansicht

Der Chery Arrizo 7 ist eine Mittelklasse-Limousine des chinesischen Automobilherstellers Chery Automobile, die am 27. Juli 2013 auf den Markt kam und über dem Chery Arrizo 5 platziert ist.

## Modellgeschichte
Vor der Markteinführung des Serienmodells wurde von Chery mit dem Alpha 7 (α7), der formal erstmals auf der Auto Shanghai 2013 gezeigt wurde, ein Ausblick auf das Fahrzeug gegeben. Der im Juli 2021 vorgestellte Chery Kaiyi Xuandu basiert auf dem Arrizo 7.

## Technik
Der Arrizo 7 ist das erste Fahrzeug das Chery auf die iAuto-Plattform (Automobil) aufbaut.

### Motorisierung
Den Antrieb übernimmt entweder ein 1,6-Liter-Ottomotor mit einer maximalen Leistung von 93 kW (126 PS) oder ein aufgeladener 1,5-Liter-Ottomotor mit einer maximalen Leistung von 112 kW (152 PS), der das Fahrzeug auf bis zu 200 km/h beschleunigt.

## Arrizo 7e
Seit Anfang 2016 wird das Fahrzeug auch als Plug-in-Hybrid Arrizo 7e angeboten. Bei diesem wird der 93 kW (126 PS) starke 1,6-Liter-Ottomotor mit einem bis zu 55 kW (75 PS) starken Elektromotor gekoppelt. So erreicht der Arrizo 7e eine Höchstgeschwindigkeit von 180 km/h und beschleunigt von 0 auf 100 km/h in 10,9 Sekunden. Die elektrische Reichweite beträgt 50 Kilometer.

## Technische Daten
|                                              | 1.6                       | 1.5 TCI                | 1.5 TCI-CVT            | 7e 1.6                   |
| -------------------------------------------- | ------------------------- | ---------------------- | ---------------------- | ------------------------ |
| Bauzeitraum                                  | 07/2013–03/2018           | 03/2015–03/2018        | 03/2015–03/2018        | 07/2016–03/2018          |
| Motorkenndaten                               |                           |                        |                        |                          |
| Motorart                                     | Ottomotor                 | Ottomotor              | Ottomotor              | Ottomotor + Elektromotor |
| Motorbauart                                  | R4                        | R4                     | R4                     | R4-Motor + Elektromotor  |
| Motoraufladung                               | −                         | Turbolader             | Turbolader             | −                        |
| Hubraum                                      | 1598 cm³                  | 1498 cm³               | 1498 cm³               | 1598 cm³                 |
| Verdichtungsverhältnis                       | 11,0 : 1                  | 9,5 : 1                | 9,5 : 1                | 11,0 : 1                 |
| max. Leistung bei min−1, Verbrennungsmotor   | 93 kW (126 PS) / 6150     | 112 kW (152 PS) / 5500 | 108 kW (147 PS) / 5500 | 93 kW (126 PS) / 6150    |
| Leistung, Elektromotor                       | –                         | –                      | –                      | 55 kW (75 PS)            |
| max. Drehmoment bei min−1, Verbrennungsmotor | 160 Nm / 3900             | 205 Nm / 2000–4000     | 210 Nm / 1750–4000     | 160 Nm / 3900            |
| Drehmoment, Elektromotor                     | –                         | –                      | –                      | 190 Nm                   |
| Kraftübertragung                             |                           |                        |                        |                          |
| Antrieb                                      | Vorderradantrieb          | Vorderradantrieb       | Vorderradantrieb       | Vorderradantrieb         |
| Getriebe, serienmäßig                        | 5-Gang-Schaltgetriebe     | 5-Gang-Schaltgetriebe  | Stufenloses Getriebe   | Stufenloses Getriebe     |
| Getriebe, optional                           | Stufenloses Getriebe      | —                      | —                      | —                        |
| Messwerte                                    |                           |                        |                        |                          |
| Höchstgeschwindigkeit                        | 185 km/h (180 km/h)       | 200 km/h               | 200 km/h               | 180 km/h                 |
| Beschleunigung, 0–100 km/h                   | 10,6 s (11,3 s)           |                        |                        | 10,9 s                   |
| Kraftstoffverbrauch auf 100 km, kombiniert   | 5,9 l Super (6,7 l Super) | 6,9 l Super            | 7,0 l Super            | 1,9 l Super              |
| Leergewicht                                  | 1395 kg                   | 1396 kg                | 1465 kg                | 1590 kg                  |
| Tankinhalt                                   | 50 l                      | 50 l                   | 50 l                   | 50 l                     |

- Werte in runden Klammern für Modelle mit optionalem Getriebe